# Abadía de Prüm

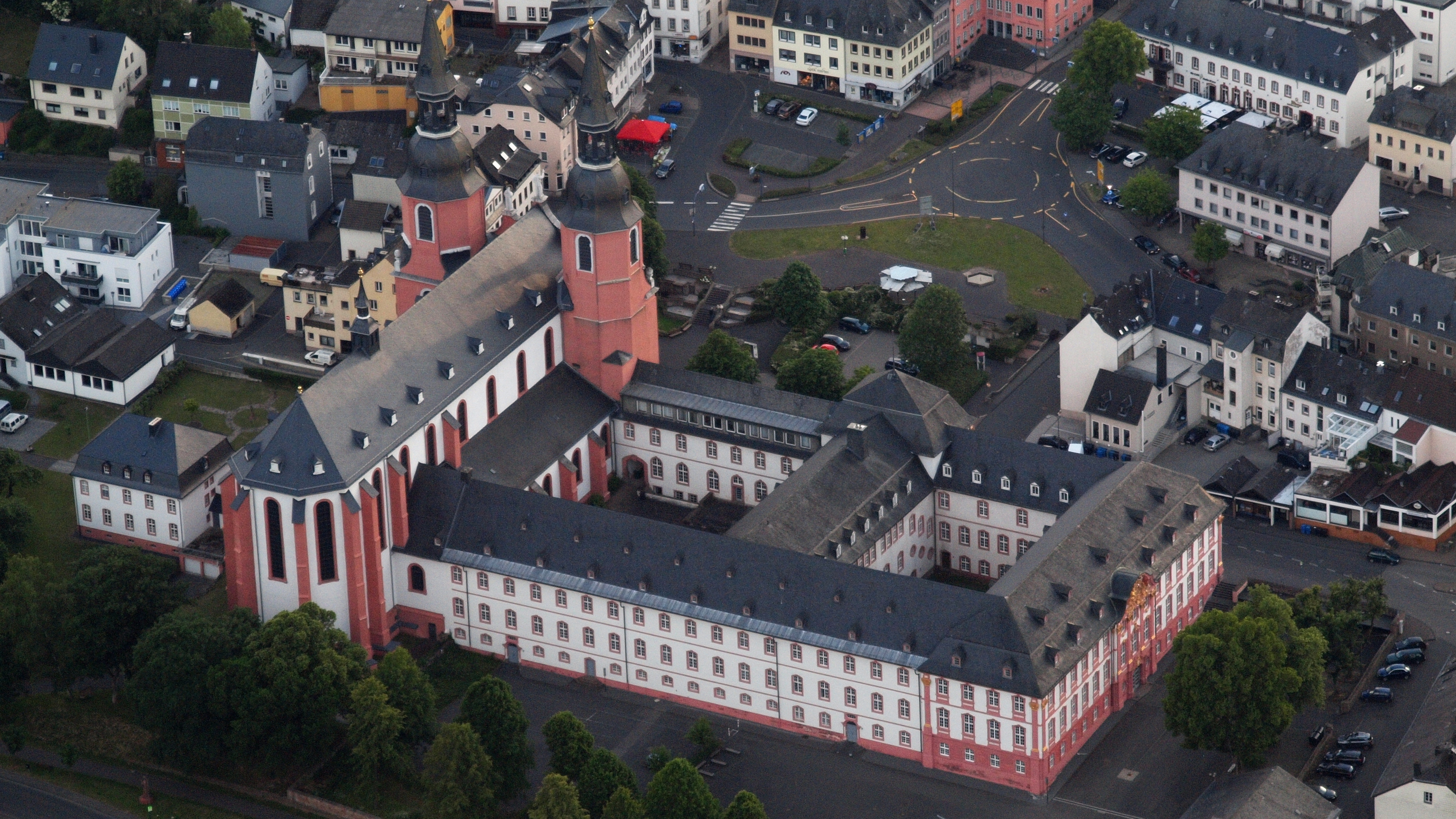
Abadía de Prüm, fotografía aérea (2015)

La abadía de Prüm (Eifel-Ardenas) fue construida por Bertrada la Vieja, bisabuela de Carlomagno, como muy tarde en el año 721. Su hija Bertrada de Laon, casada con Pipino el Breve (padres de Carlomagno) la donó en el año 752 a la orden benedictina y fue habitada por sus monjes. La abadía estuvo siempre muy ligada a la familia real carolingia y disfrutó de su favor especial. El emperador Lotario I (nieto de Carlomagno), después de su abdicación, pasó sus últimos días en la abadía de Prüm, donde recibió sepultura.

## Extensión

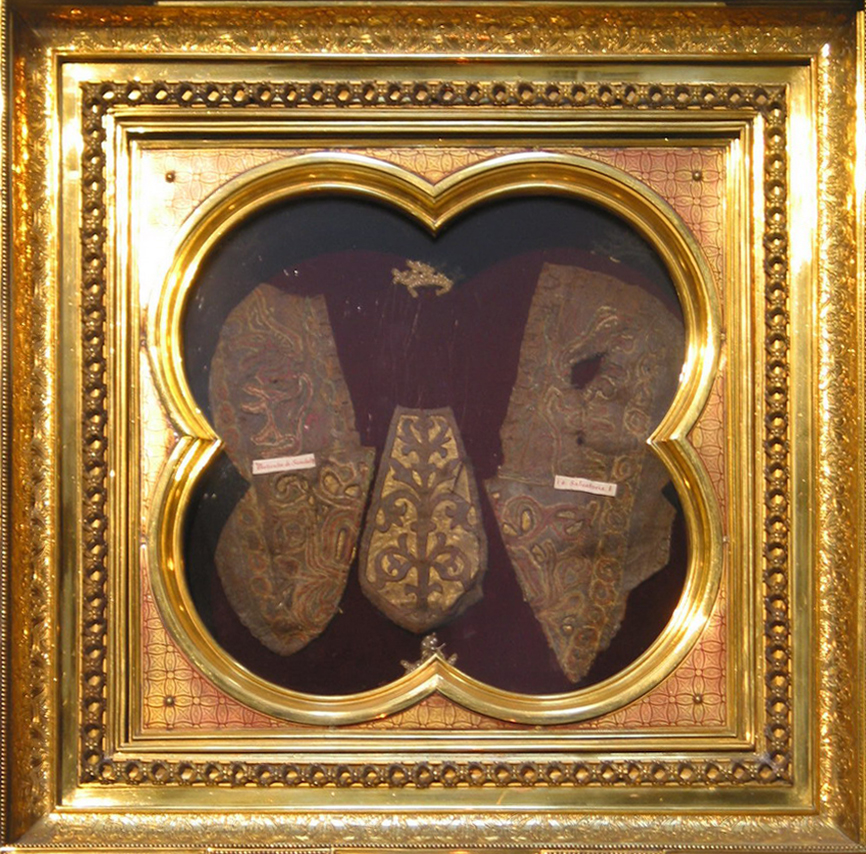
Las supuestas "sandalias de Cristo" se custodian en la Abadía.

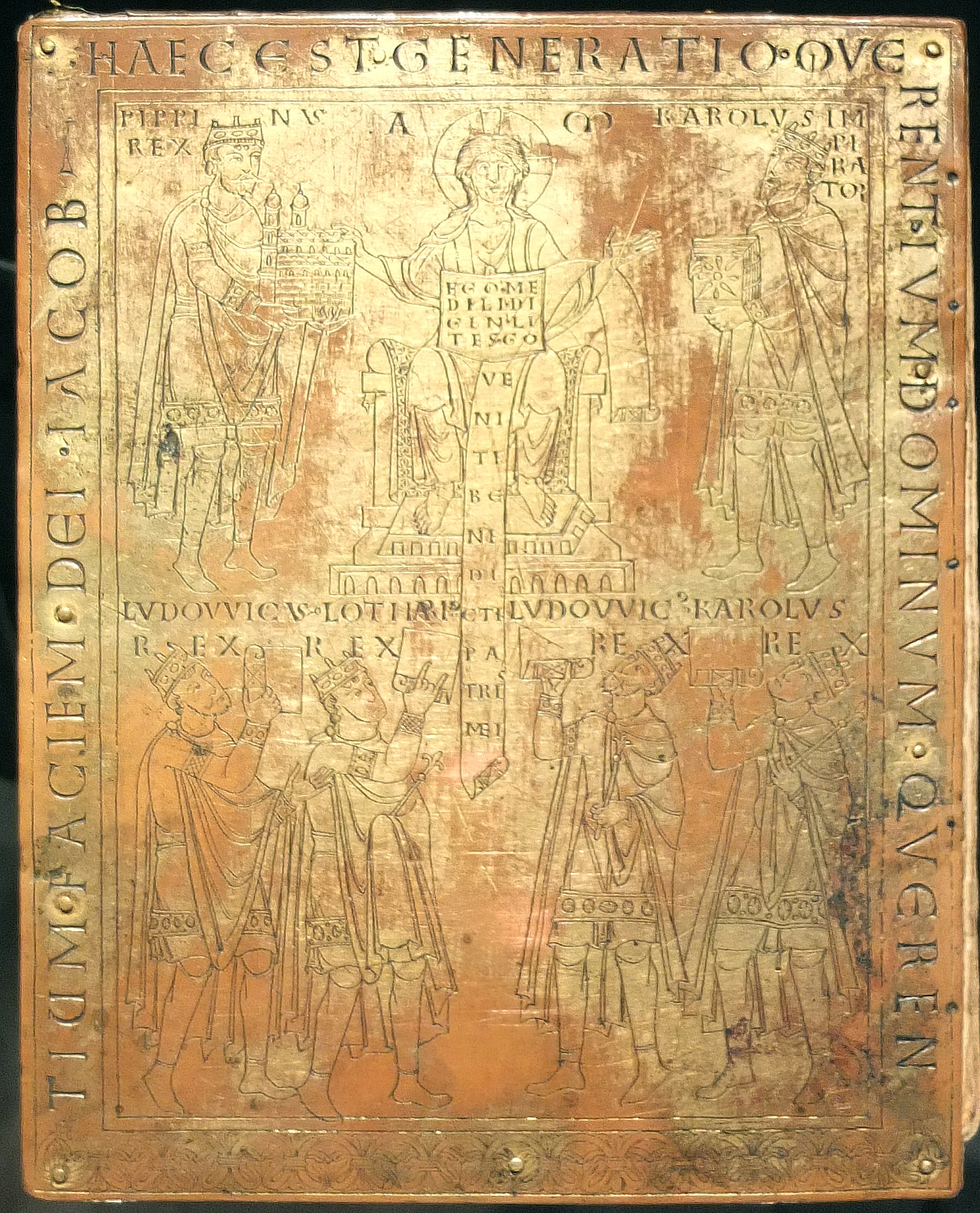
Cubierta del carolingio Liber aureus de Prüm, chapado en oro.

La extensión de las propiedades de la abadía era enorme, ocupando desde el Rin hasta Bretaña y los Países Bajos. Cientos de localidades figuran en el inventario de la abadía: en la región de Eifel y Ahr, en el Taunus, en los alrededores de St Goar, en Francia y Bélgica.
Para gestionar las extensas posesiones de la abadía, contaban con conventos filiales en Revin (Francia), Güsten en Jülich, Münstereifel, Kesseling en el Ahr y Altrip.
La abadía fue también famosa por sus escuelas, donde se educaron los hijos de la dinastía carolingia y la nobleza. En Prüm vivían, entre otros, San Markward, el consejero de Luis el Piadoso, el santo Adon de Viena, Ansbald y Hungerus Frisus, así como el poeta Vandalberto.
Regino, eminente historiador medieval, fue abad de Prüm.
Además de Lotario I, otros carolingios pasaron algún tiempo en la abadía:
- Pipino el Jorobado (hijo de Carlomagno), fallecido en 811 en Prüm;
- Carlos el Calvo, el primer rey de Francia, estuvo diez años en Prüm, hasta que fue expulsado de la Escuela;.
- Hugo (hijo de Lotario II), fallecido en 895 en Prüm.

## Historia
- 721: edificación de la abadía por Bertrada la Vieja y Charibert (de Mürlenbach) con los monjes del Convento de Echternach.
- 752: reconstrucción de la abadía por el rey Pipino el Breve con los monjes benedictinos de St. Faron en Meaux de Paris, quien donó al convento las Sandalias de Cristo que en su tiempo le había regalado el Papa Zacarías, por la ayuda que había recibido la Iglesia Romana. La Abadía y la iglesia recibieron el nombre de San Salvador. Las Sandalias de Cristo aún se conservan en un relicario en la basílica.
- 799: inauguración de la iglesia de San Salvador por el papa León III en presencia de Carlomagno.
- 855: su hijo el emperador Lotario I entró en la abadía tras el Tratado de Prüm y falleció poco después, siendo sepultado en la misma.
- 882: primera invasión de los normandos, que dañaron el edidicio, incendiaron la biblioteca y destruyeron el 90 %  de los manuscritos.
- 891-919: se forma el Liber aureus von Prüm, la colección de manuscritos más importante de la época carolingia que se ha conservado en Renania.
- 892: segunda invasión de los normandos. Según la tradición, los monjes huyen a Dasburg.
- 1222: la Abadía de Prüm es elevada al rango de Principado por el emperador Federico II.
- 1511: durante el transporte al monasterio de Malmedy se pierde por completo la colección de manuscritos de la abadía de Prüm, desconociéndose con exactitud las circunstancias. Tan solo se han conservado las Crónicas de Regino de Prüm y del monje Wandelbert en forma de copias medievales del Scriptorium de Prüm, ya que habían sido copiadas antes en otros monasterios.
- 1576: en contra de su voluntad, la abadía pasó al Electorado de Tréveris. Cuando murió el último abad-príncipe Christoph von Manderscheid-Kayl en 1576, el arzobispo Jakob III de Eltz se presentó en Prüm como su sucesor a pesar de la resistencia de los monjes.
- 1721: Johann Georg Judas estuvo a cargo de la reconstrucción de la iglesia del monasterio durante el mandato del príncipe elector Francisco Luis de Neoburgo.
- 1748: reconstrucción del edificio de la abadía por Andreas Seitz según los planos de Balthasar Neumann durante el mandato del príncipe elector Franz Georg von Schönborn.
- 1794: disolución de la abadía y expulsión de los monjes (secularización) por los franceses. Luego el edificio fue la sede de diversos órganos administrativos. Hoy en día alberga el instituto de enseñanza Gymnasium Regino.
- 1802: la abadía pasa a ser la parroquia de San Salvador.
- 1827: Prüm se convierte en sede de un decanato.
- 1860: al desmontar el antiguo altar mayor, se descubren los restos mortales del emperador Lotario I.
- 1874/1875: se erige un sepulcro para el emperador Lotario I con la aportación financiera del emperador Guillermo I.
- 1891: los médicos y farmacéuticos de Prüm financian un nuevo relicario para las reliquias de Mario, Marta, Audifax y Ábaco (Heiligen Drei Ärzte).
- 1896: se hace una donación para un valioso altar relicario que contendrá las Sandalias de Cristo.
- 1927: la iglesia recibe un altar barroco procedente de la iglesia de los carmelitas en Bad Kreuznach.
- 6 de septiembre de 1944: la ciudad de Prüm es bombardeada por la artillería estadounidense. Los bombardeos se intensifican a partir del 23 de diciembre durante la ofensiva de las Ardenas. Resulta muy dañado el antiguo edificio de la abadía.
- Nochebuena de 1945: una hora antes de la misa del gallo se desmorona toda la bóveda de la nave lateral derecha a causa de los destrozos causados por la guerra.
- 1950: termina la reconstrucción de la iglesia. El papa Pío XII le concede el título de „Basilica minor pontificia“.
- 1952: se completa la reconstrucción del edificio de la abadía.

1. Angloardus 720-762
2. Assuerus 762-804
3. Tankrad 804-829
4. Markward 829-853
5. Eigil 853-860
6. Ansbald 860-886
7. Farabert I. 886-892
8. Regino 892-899
9. Richar (Richard) de Hainaut 899-921 (920-945 Obispo de Lieja, Bélgica)
10. Ruotfried 921-935
11. Farabert II de San Pablo 935-947
12. Ingelram de Limburgo 947-976
13. Eberhard von Salm 976-986
14. Childerich 986-993
15. Esteban de Saffenberg 993-1001
16. Udo de Namur 1001-1003
17. Immo de Sponheim 1003-1006
18. Urold de Thaun 1006-1018
19. Hilderad de Borgoña 1018-1026
20. Ruprecht de Arberg 1026-1068
21. Rizo de Jülich 1068-1077
22. Tungsteno de Bettingen 1077-1103
23. Poppo de Beaumont 1103-1119
24. Lantfried de Hesse 1119-1131
25. Adalbero de Basilea 1131-1136
26. Gottfried I. de Hochstaden 1136-1155
27. Rother de Malberg 1155-1170
28. Robert I. de Kleve 1170-1174
29. Gregorio I. de los recursos de 1174-1184
30. Gerhard de Vianden 1184-1212
31. Caesarius de Milendonk 1212-1216
32. Kuno de Ahr 1216-1220
33. Federico I de Roca 1220-1245
34. Godofredo II de Blankenheim 1245-1274
35. Walter de Blankenheim 1274-1322
36. Enrique I de Schönecken 1322-1342
37. Diether de Katzenelnbogen 1342-1350
38. Johann I. Zandt de Merl 1350-1354
39. Dietrich de Kerpen 1354-1397
40. Federico II de Schleiden 1397-1427
41. Enrique II de Are-Hirstorff 1427-1433
42. Juan II de Fresno 1433-1476
43. Robert II de Virneburg 1476-1513
44. Gregorio II de Valladolid de 1513
45. Guillermo de Manderscheid De Kayl 1513-1546
46. Cristóbal de Manderscheid De Kayl 1546-1576

## Monumento
La abadía de Prüm está protegida como Monumento de interés cultural.

## Literatura
- Gerd Althoff: Las Relaciones entre Fulda y de Prüm en el siglo XI. En: Carlos Schmid (Ed.): La Compañía de Fulda, en la antigua Edad Media 2, 2: Investigaciones. Fink, Múnich, 1978, ISBN 3-7705-1684-2, (Münstersche la Edad Media-Fuentes 8), (Societas et fraternitas), S. 888-930.
- Wolfgang Haubrichs: la Cultura de La Abadía de Prüm para Karolingerzeit. Los estudios de la Casa de la palabra Georgsliedes. Röhrscheid, Bonn, 1979, ISBN 3-7928-0401-8, (Rheinisches Archivo 105), (a la Vez: Universidad del Sarre, Hábil.-Escritura, 1975).
- Martina Knichel: Historia del Fernbesitzes de la Abadía de Prüm en los Países Bajos de hoy, en la región de Picardía, en Revin, Fumay y Fépin, así como en Awans y Loncin. Editorial de la Sociedad de Mittelrheinische de la Historia de la u. a., Mainz u. a. 1987, (Fuentes y Tratados sobre mittelrheinischen de la Historia de la Bd. 56, ISSN 0480-7480), (a la Vez: Bonn, Univ., Diss., 1985).